# آماتسوکی
آماتسوکی (به ژاپنی: あまつき) (به معنای ماه در شب بارانی)، یک مجموعه مانگا نوشته شده توسط شینوبو تاکایاما است که در Monthly Comic Zero Sum چاپ می‌شود. یک مجموعه انیمه ۱۳ قسمتی نیز توسط استودیو دین از این مانگا ساخته شده و از ۴ آوریل ۲۰۰۸ شروع شده و تا ۲۸ ژوئن ۲۰۰۸ ادامه داشت.